# めちゃフル!
『めちゃフル!』は2016年4月6日（5日深夜）から9月28日（27日深夜）まで放送されたバラエティ番組。

## 概要
『あいどりゅ☆』の後継番組で、iDOL Streetのアイドルが全力で頑張る姿を追いかける番組。全面ナレーションなしで進行されていた。
『Girls TV! feat.SUPER☆GiRLS』から続いていたiDOL Street出演の番組は、このシリーズで幕を閉じた。

## 出演者
- iDOL Street
  - SUPER☆GiRLS（志村理佳・渡邉ひかる・宮﨑理奈・田中美麗・溝手るか・前島亜美・渡邉幸愛・浅川梨奈・内村莉彩・木戸口桜子・石橋蛍・尾澤ルナ・阿部夢梨・長尾しおり）
  - Cheeky Parade（渡辺亜紗美・関根優那・島﨑莉乃・鈴木友梨耶・溝呂木世蘭・永井日菜・小鷹狩百花）
    - ※山本真凜・鈴木真梨耶を除く

  - GEM（金澤有希・伊藤千咲美・森岡悠・南口奈々・熊代珠琳・小栗かこ・村上来渚・伊山摩穂・平野沙羅・西田ひらり）
    - ※武田舞彩を除く

  - わーすた（坂元葉月・廣川奈々聖・松田美里・小玉梨々華・三品瑠香）

### 過去の出演者
- 勝田梨乃・荒井玲良（当時のSUPER☆GiRLSのメンバー。2016年6月25日付で卒業）
- 野口もなみ（当時のGEMのメンバー。2016年8月31日付で脱退）

## 放送リスト

### SUPER☆GiRLS時代（第1回 - 第12回）
| 回 | 放送日  | 内容                                                               | SUPER☆GiRLS              | Recommend Artist                                                     |
| -- | ------- | ------------------------------------------------------------------ | ------------------------ | -------------------------------------------------------------------- |
| 1  | 4月6日  | 美人は父親似という噂は本当なのか 調べてみたら○○だった              | 田中・浅川               | 「Rockstar」原駅ステージA                                            |
| 1  | 4月6日  | 巷のオシャレ女子で話題の鼻毛脱毛してみたら○○だった                 | 志村・渡邉ひ             | 「Rockstar」原駅ステージA                                            |
| 1  | 4月6日  | 激辛料理を食べたあと ○○を飲んだら平気だった                        | 溝手・内村               | 「Rockstar」原駅ステージA                                            |
| 1  | 4月6日  | 縁結びの神社にお参りに来ている女性の恋愛事情を調べたら○○だった     | 荒井・渡邉幸             | 「Rockstar」原駅ステージA                                            |
| 2  | 4月13日 | 平日の夜に女子会している人を調べたら○○だった                       | 志村・渡邉ひ             | 「ナナイロダンス」たこやきレインボー                                 |
| 2  | 4月13日 | ベビースターラーメンをお湯で戻してみたら○○だった                   | 溝手・内村               | 「ナナイロダンス」たこやきレインボー                                 |
| 3  | 4月20日 | 突然 スパガが飲み物をおねだりしたら○○だった                        | 勝田・田中               | 「Fine! 〜fly for the future〜」GEM                                  |
| 3  | 4月20日 | 女性がボディタッチをしたら好意を持ってもらえるか? 調べたら○○だった | 勝田・田中               | 「Fine! 〜fly for the future〜」GEM                                  |
| 4  | 4月27日 | 東大の学生に私生活を聞いてみたら○○だった                           | 志村・溝手               | 「うるとらみらくるくるふぁいなるアルティメットチョコびーむ」わーすた |
| 5  | 5月4日  | カップルに携帯電話を見せ合ってもらったら○○だった                   | 荒井・渡邉幸             | 「友よ 〜 この先もずっと…」ケツメイシ                                |
| 6  | 5月11日 | 元スパガファンになぜファンを辞めたのかを聞いたら○○だった           | 宮﨑・前島               | 「Calebration〜君に架ける橋〜」SUPER JUNIOR-KYUHYUN                  |
| 6  | 5月11日 | 世紀の決戦 貧乳と巨乳が対決したら○○だった                          | 宮﨑・浅川               | 「Calebration〜君に架ける橋〜」SUPER JUNIOR-KYUHYUN                  |
| 7  | 5月18日 | スパガファンから来た質問に答えてみたら○○だった                     | 志村・渡邉ひ・宮﨑・前島 | 「WE SRE THE GREATEST NINE9'」Cheeky Parade                          |
| 8  | 5月25日 | 相席屋に潜入してみたら○○だった                                     | 志村・宮﨑               | 「WE SRE THE GREATEST NINE9'」Cheeky Parade                          |
| 8  | 5月25日 | スパガファンから来た質問に答えてみたら○○だった-未公開編-           | 志村・渡邉ひ・宮﨑・前島 | 「WE SRE THE GREATEST NINE9'」Cheeky Parade                          |
| 9  | 6月1日  | 女の本音 あり?なし?トーク                                          | 志村・荒井・浅川         | 「WE SRE THE GREATEST NINE9'」Cheeky Parade                          |
| 10 | 6月8日  | スパガ勝田梨乃が6年間を振り返ってみたら○○だった                    | 志村・宮﨑・勝田・渡邉幸 | 「Chu Chu」西内まりや                                                |
| 11 | 6月15日 | スパガ荒井玲良が6年間を振り返ってみたら○○だった                    | 渡邉ひ・荒井・田中・内村 | 「泣き止んだ空」宮脇詩音                                             |
| 12 | 6月22日 | スパガファンから来た質問に答えてみたら○○だった-第2弾-              | 田中・渡邉幸・浅川・内村 | 「泣き止んだ空」宮脇詩音                                             |

### iDOL Street時代（第13回 - 最終回）
| 回 | 放送日  | 内容                                                     | iDOL Street                                   | Recommend Artist                                                             |
| -- | ------- | -------------------------------------------------------- | --------------------------------------------- | ---------------------------------------------------------------------------- |
| 13 | 6月29日 | GEMのMV撮影に密着してみたら○○だった                      | GEM                                           | 「泣き止んだ空」宮脇詩音                                                     |
| 13 | 6月29日 | スパガファンから来た質問に答えてみたら○○だった-未公開編- | 田中・渡邉幸・浅川・内村（SUPER☆GiRLS）       | 「泣き止んだ空」宮脇詩音                                                     |
| 14 | 7月6日  | スパガのMV撮影に密着してみたら○○だった                   | SUPER☆GiRLS                                   | 「泣き止んだ空」宮脇詩音                                                     |
| 15 | 7月13日 | アイストカーニバルに潜入!                                | SUPER☆GiRLS Cheeky Parade GEM わーすた        | 「泣き止んだ空」宮脇詩音                                                     |
| 16 | 7月20日 | Cheeky ParadeのMV制作現場に潜入!                         | Cheeky Parade                                 | 「恋のレッスン」ふわふわ                                                     |
| 16 | 7月20日 | ファンから来た質問に答えてみたら○○だった GEM編           | 金澤・小栗・伊山・平野（GEM）                 | 「恋のレッスン」ふわふわ                                                     |
| 16 | 7月20日 | ファンから来た質問に答えてみたら○○だった チキパ編        | 関根・島﨑・鈴木友・小鷹狩（Cheeky Parade）   | 「恋のレッスン」ふわふわ                                                     |
| 17 | 7月27日 | アイドル横丁夏まつりに潜入してみたら○○だった             | GEM わーすた                                  | 「恋のレッスン」ふわふわ                                                     |
| 18 | 8月3日  | アイドル横丁夏まつりに潜入してみたら○○だった             | SUPER☆GiRLS Cheeky Parade                     | 「恋のレッスン」ふわふわ                                                     |
| 19 | 8月10日 | GEMの定期公演に潜入したら○○だった                        | GEM                                           | 「あんなに好きだったサマー」志田サマー新井サマー                             |
| 19 | 8月10日 | GEMがファンから来た質問に答えてみたら○○だった 未公開編   | 金澤・小栗・伊山・平野（GEM）                 | 「あんなに好きだったサマー」志田サマー新井サマー                             |
| 20 | 8月17日 | スパガ新メンバー全国HMVツアーに潜入してみたら○○だった    | 木戸口・石橋・尾澤・阿部・長尾（SUPER☆GiRLS） | 「あんなに好きだったサマー」志田サマー新井サマー                             |
| 20 | 8月17日 | スパガ新メンバーにアンケートを書かせら○○だった           | 前島・木戸口・石橋・阿部（SUPER☆GiRLS）       | 「あんなに好きだったサマー」志田サマー新井サマー                             |
| 20 | 8月17日 | スパガ新メンバーにアンケートを書かせら○○だった           | 渡邉ひ・宮﨑・尾澤・長尾（SUPER☆GiRLS）       | 「あんなに好きだったサマー」志田サマー新井サマー                             |
| 21 | 8月24日 | Cheeky Paradeフランス公演に潜入したら○○だった            | Cheeky Parade                                 | 「In My Hi-Heel」加治ひとみ 「あんなに好きだったサマー」志田サマー新井サマー |
| 21 | 8月24日 | わーすたがファンからの質問に答えてみたら○○だった         | わーすた                                      | 「In My Hi-Heel」加治ひとみ 「あんなに好きだったサマー」志田サマー新井サマー |
| 22 | 8月31日 | 関ヶ原唄姫合戦に潜入!                                    | SUPER☆GiRLS Cheeky Parade GEM わーすた        | 「In My Hi-Heel」加治ひとみ                                                  |
| 23 | 9月7日  | わーすたのMV制作現場に潜入!                              | わーすた                                      | 「FOREVER」龍雅                                                              |
| 24 | 9月14日 | ラブサマ!!!リリースイベントに潜入したら○○だった          | SUPER☆GiRLS                                   | 「Oreange」SOLIDEMO                                                          |
| 24 | 9月14日 | GEMがあり・なしトークをしたら○○だった                    | 金澤・熊代・伊山（GEM）                       | 「Oreange」SOLIDEMO                                                          |
| 25 | 9月21日 | Cheeky Paradeのリリースイベントに潜入してみたら○○だった  | Cheeky Parade                                 | 「Oreange」SOLIDEMO                                                          |
| 25 | 9月21日 | Cheeky paradeがファンから来た質問に答えてみたら○○だった  | 渡辺・溝呂木・永井・小鷹狩（Cheeky Parade）   | 「Oreange」SOLIDEMO                                                          |
| 26 | 9月28日 | スパガがファンからの質問に答えてみたら○○だった           | 志村・宮﨑・溝手・尾澤（SUPER☆GiRLS）         | 「Oreange」SOLIDEMO                                                          |
| 26 | 9月28日 | めちゃフル!最終回 テレビをご覧の皆様へ                   | SUPER☆GiRLS Cheeky Parade GEM わーすた        | 「Oreange」SOLIDEMO                                                          |

## テーマソング

### オープニングテーマ
- 「華麗なるV!CTORY」SUPER☆GiRLS（第1回 - 第4回）
- 「うるとらみらくるくるふぁいなるアルティメットチョコびーむ」わーすた（第5回・第6回）
- 「WE ARE THE GREATEST NINE9'」Cheeky Parade（第7回 - 第13回）
- 「Spotlight」GEM（第14回 - 第18回）
- 「ラブサマ!!!」SUPER☆GiRLS（第19回 - 最終回）

### エンディングテーマ
- 「Cry&Fight」三浦大知（第1回 - 第4回）
- 「Candy」FAKY（第5回 - 第9回）
- 「Chu Chu」西内まりや（第10回 - 第14回）
- 「ナナイロホリデー」SKY-HI（第15回 - 第18回）
- 「In My Hi-Heel」加治ひとみ（第19回 - 第22回）
- 「Oreange」SOLIDEMO（第23回 - 最終回）

## スタッフ
- 制作：ドリマックス・テレビジョン
- 製作・著作：株式会社ユナイテッドスクエア

## ネット局
放送時間の早い順から記載。
| 放送対象地域   | 放送局             | 系列                          | 放送時間                     | 放送期間                | 備考           |
| -------------- | ------------------ | ----------------------------- | ---------------------------- | ----------------------- | -------------- |
| 鳥取県・島根県 | 日本海テレビ       | 日本テレビ系列                | 水曜 1:35 - 2:05（火曜深夜） | 2016年4月6日 - 9月28日  | 基準局         |
| 秋田県         | 秋田放送           | 日本テレビ系列                | 水曜 1:24 - 1:54（火曜深夜） | 2016年4月6日 - 9月28日  | 先行ネット     |
| 富山県         | 北日本放送         | 日本テレビ系列                | 水曜 1:29 - 1:59（火曜深夜） | 2016年4月6日 - 9月28日  | 先行ネット     |
| 長野県         | テレビ信州         | 日本テレビ系列                | 水曜 1:29 - 1:59（火曜深夜） | 2016年4月6日 - 9月28日  | 先行ネット     |
| 大分県         | 大分朝日放送       | テレビ朝日系列                | 水曜 1:45 - 2:15（火曜深夜） | 2016年4月6日 - 9月28日  | 同日時差ネット |
| 宮城県         | ミヤギテレビ       | 日本テレビ系列                | 水曜 1:59 - 2:29（火曜深夜） | 2016年4月6日 - 9月28日  | 同日時差ネット |
| 静岡県         | 静岡第一テレビ     | 日本テレビ系列                | 水曜 2:04 - 2:34（火曜深夜） | 2016年4月6日 - 9月28日  | 同日時差ネット |
| 大阪府         | テレビ大阪         | テレビ東京系列                | 水曜 2:40 - 3:10（火曜深夜） | 2016年4月6日 - 9月28日  | 同日時差ネット |
| 中京広域圏     | メ〜テレ           | テレビ朝日系列                | 水曜 2:59 - 3:29（火曜深夜） | 2016年4月6日 - 9月28日  | 同日時差ネット |
| 青森県         | 青森放送           | 日本テレビ系列                | 木曜 1:24 - 1:54（水曜深夜） | 2016年4月7日 - 9月29日  | 遅れネット     |
| 岩手県         | テレビ岩手         | 日本テレビ系列                | 木曜 1:24 - 1:54（水曜深夜） | 2016年4月7日 - 9月29日  | 遅れネット     |
| 福井県         | 福井放送           | 日本テレビ系列 テレビ朝日系列 | 金曜 0:59 - 1:29（木曜深夜） | 2016年4月8日 - 9月30日  | 遅れネット     |
| 高知県         | 高知放送           | 日本テレビ系列                | 金曜 1:54 - 2:24（木曜深夜） | 2016年4月8日 - 9月30日  | 遅れネット     |
| 熊本県         | くまもと県民テレビ | 日本テレビ系列                | 金曜 1:59 - 1:29（木曜深夜） | 2016年4月8日 - 9月30日  | 遅れネット     |
| 北海道         | 札幌テレビ         | 日本テレビ系列                | 土曜 2:02 - 2:32（金曜深夜） | 2016年4月9日 - 10月1日  | 遅れネット     |
| 福岡県         | 九州朝日放送       | テレビ朝日系列                | 土曜 2:56 - 3:26（金曜深夜） | 2016年4月9日 - 10月1日  | 遅れネット     |
| 宮崎県         | 宮崎放送           | TBS系列                       | 日曜 1:53 - 2:23（土曜深夜） | 2016年4月10日 - 10月2日 | 遅れネット     |
| 香川県・岡山県 | 西日本放送         | 日本テレビ系列                | 日曜 1:55 - 2:25（土曜深夜） | 2016年4月10日 - 10月2日 | 遅れネット     |
| 愛媛県         | 南海放送           | 日本テレビ系列                | 日曜 2:05 - 2:35（土曜深夜） | 2016年4月10日 - 10月2日 | 遅れネット     |
| 福島県         | 福島中央テレビ     | 日本テレビ系列                | 月曜 1:25 - 1:55（日曜深夜） | 2016年4月11日 - 10月3日 | 遅れネット     |
| 長崎県         | 長崎国際テレビ     | 日本テレビ系列                | 月曜 1:25 - 1:55（日曜深夜） | 2016年4月11日 - 10月3日 | 遅れネット     |
| 鹿児島県       | 鹿児島読売テレビ   | 日本テレビ系列                | 月曜 1:25 - 1:55（日曜深夜） | 2016年4月11日 - 10月3日 | 遅れネット     |
| 石川県         | テレビ金沢         | 日本テレビ系列                | 月曜 1:31 - 2:01（日曜深夜） | 2016年4月11日 - 10月3日 | 遅れネット     |
| 山形県         | 山形放送           | 日本テレビ系列                | 火曜 0:54 - 1:24（月曜深夜） | 2016年4月12日 - 10月4日 | 遅れネット     |
| 山口県         | 山口放送           | 日本テレビ系列                | 火曜 1:24 - 1:54（月曜深夜） | 2016年4月12日 - 10月4日 | 遅れネット     |
| 山梨県         | 山梨放送           | 日本テレビ系列                | 火曜 1:54 - 2:24（月曜深夜） | 2016年4月12日 - 10月4日 | 遅れネット     |
| 東京都         | TOKYO MX           | 独立局                        | 火曜 4:00 - 4:30（月曜深夜） | 2016年4月12日 - 10月4日 | 遅れネット     |
| 神奈川県       | tvk                | 独立局                        | 火曜 23:00 - 23:30           | 2016年7月5日 -          | 遅れネット     |